# Sybil A
Sybil A (Kiev, 1 de octubre de 1994) es el nombre artístico de una actriz pornográfica y modelo erótica ucraniana.

## Biografía
Natural de Kiev, nació en octubre de 1994 como Olga Anatolevna Magdebura. Estudió Economía en la Universidad de Kiev, trabajando como barista en una cafetería, pero también como operadora de clientes en un banco, antes de ser descubierta por un fotógrafo de glamour en 2014. Desde entonces posó en diversas sesiones como modelo erótica para portales como MET Art, o apareciendo en la publicación de Hong Kong Oriental Daily News.
Debutó como actriz pornográfica en el año 2016, con 22 años, grabando escenas de sexo tradicional y lésbico. Como actriz ha trabajado para estudios europeos y estadounidenses como Marc Dorcel, Private, 21Sextury, X-Art, Tushy, Evil Angel, Blacked, Vixen, Reality Kings, Girlfriends Films o Brazzers, entre otros.
En julio de 2018, dirigida por Greg Lansky, grabó para Tushy su primera escena de sexo anal, junto a Young James, en First Anal 8. En el mismo set de grabación trabajó como maquilladora.
En 2019 recibió su primera nominación en los Premios AVN a la Mejor escena de sexo de chico/chica en producción extranjera por My Neighbor's Wife 2. En 2020 repetía con otra nominación a la Mejor escena de sexo lésbico grupal en producción extranjera, junto a Jia Lissa, por Seduced by My Best Friend, película por la que también fueron nominadas en los Premios XBIZ Europa en la Mejor escena de sexo - lésbico. Así mismo, consiguió ganar el Premio XBIZ Europa a la Mejor escena de sexo - glamcore por Body Warmth, junto a Lika Star y Christian Clay.
En 2021 recibió su primera nominación en los Premios AVN a la Artista femenina extranjera del año, recibiendo otras dos a las categorías de Mejor escena de sexo de chico/chica en producción extranjera, por Sybil 4 You, y Mejor escena de sexo lésbico grupal en producción extranjera, por Life Is Beautiful.
Ha rodado más de 540 películas como actriz.

## Premios y nominaciones
| Año  | Ceremonia           | Resultado | Premio                                                       | Trabajo                                          |
| ---- | ------------------- | --------- | ------------------------------------------------------------ | ------------------------------------------------ |
| 2019 | Premios AVN         | Nominada  | Mejor escena de sexo de chico/chica en producción extranjera | My Neighbor's Wife 2                             |
| 2020 | Premios AVN         | Nominada  | Mejor escena de sexo lésbico grupal en producción extranjera | Seduced by My Best Friend                        |
| 2020 | Premios XBIZ Europa | Nominada  | Mejor escena de sexo - lésbico                               | Seduced by My Bestfriend                         |
| 2020 | Premios XBIZ Europa | Ganadora  | Mejor escena de sexo - glamcore                              | Body Warmth                                      |
| 2021 | Premios AVN         | Nominada  | Artista femenina extranjera del año                          | —                                                |
| 2021 | Premios AVN         | Nominada  | Mejor escena de sexo de chico/chica en producción extranjera | Sybil 4 You                                      |
| 2021 | Premios AVN         | Nominada  | Mejor escena de sexo lésbico grupal en producción extranjera | Life Is Beautiful                                |
| 2021 | Premios XBIZ Europa | Nominada  | Artista femenina del año                                     | —                                                |
| 2022 | Premios AVN         | Nominada  | Artista femenina extranjera del año                          | —                                                |
| 2022 | Premios AVN         | Nominada  | Mejor escena de sexo internacional                           | Sybil, an Indecent Story                         |
| 2022 | Premios AVN         | Nominada  | Mejor escena de sexo chico/chica internacional               | The Spanish Stallion: Field of Sluts             |
| 2022 | Premios AVN         | Nominada  | Mejor escena de sexo lésbico internacional                   | The Spanish Stallion: Sybil's Power of Seduction |
| 2023 | Premios AVN         | Nominada  | Artista femenina extranjera del año                          | —                                                |
| 2023 | Premios AVN         | Nominada  | Mejor escena de sexo anal internacional                      | Last Goodbye                                     |